# Russkaja ochotnitjija spaniel
Russkaja ochotnitjija spaniel (Русский охотничий спаниель; rysk jaktspaniel) är en hundras från Ryssland. Den uppstod efter andra världskriget genom korsning av olika brittiska spanielar i syfte att få fram en stötande jaktspaniel för småviltjakt, speciellt i lövsumpskog. Främsta vilt är vaktel, kornknarr, snäppa och hare.
Rasen erkändes nationellt av den ryska kennelklubben Rossijskaja Kinologitjeskaja Federatsija (RKF) 1951 och av Finska Kennelklubben 2019.